# Maisons Lotus et Papyrus
Les maisons Lotus et Papyrus (en néerlandais : Burgerhuizen Lotus en Papyrus) sont deux immeubles réalisés par l'architecte Jos Bascourt en 1901
dans le style Art nouveau à Anvers en Belgique (région flamande).
Elles sont classées et reprises sur la liste des monuments historiques de Berchem depuis le 11 avril 1984.

## Situation
Ces maisons se situent aux nos 52 et 54 de Transvaalstraat, une artère résidentielle du quartier de Zurenborg à Berchem au sud-est d'Anvers comptant de nombreuses autres réalisations de style Art nouveau. Elles avoisinent la maison Boreas située au no 56 et d'autres immeubles Art nouveau aux nos 30 et 62.

## Description
La maison Lotus se trouve à droite au no 52. Ces immeubles comptent trois niveaux (deux étages). Élévation en brique blanche avec bandeaux de brique rouge. Baies en arc surbaissé avec arc brisé en décharge au rez-de chaussée et au second étage. Baies à meneau en arc en plein cintre avec arc outrepassé en décharge, panneau en céramique de fleurs de lotus au tympan et grandes fleurs stylisées sur tige moulurées pour le premier étage. Un pilastre sépare les deux façades à hauteur du dernier niveau et jusqu'au-dessus de la corniche. 
Ces immeubles sont assez semblables bien que quelques éléments différencient chaque façade. Le rez-de chaussée de la maison Lotus possède une seule baie vitrée plus large et un panneau en céramiques reprenant le nom de la maison (De Lotus) alors que la maison Papyrus compte deux baies vitrées. La corniche de la maison Lotus possède des excroissances en bois qui ont sans doute été sciées à la maison Papyrus. La frise de fleurs de lotus entre les modillons en bois de la corniche compte 14 fleurs à la maison Lotus et 15 à la maison Papyrus.

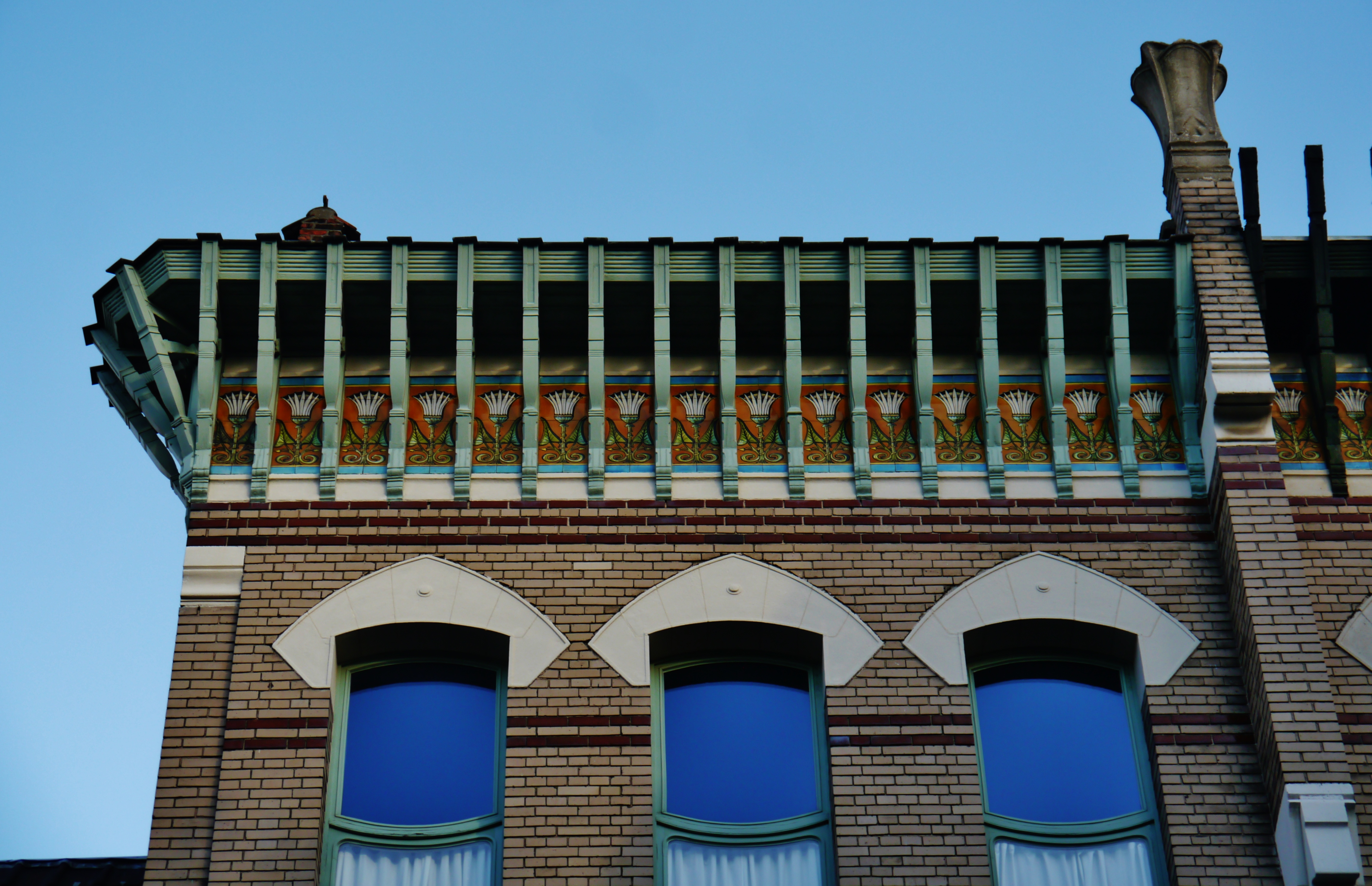
Maison Papyrus, dernier niveau

## Source
- (nl) https://inventaris.onroerenderfgoed.be/erfgoedobjecten/11138